# Antonio Virgilio Savona
Antonio Virgilio Savona (* 21. Dezember 1919 in Palermo; † 27. August 2009 in Mailand) war ein italienischer Komponist, Arrangeur und Sänger.

## Karriere
Savonas künstlerische Karriere begann bereits in der Kindheit; mit sechs Jahren begann er, sang wenig später in einem Chor und hatte bereits mit zehn Jahren seinen ersten Radioauftritt. Nach seinem Schulabschluss schrieb er sich am Konservatorium Santa Cecilia ein, um Piano zu studieren. 1941 ersetzte er Iacopo Jacomelli im Vokalquartett Quartetto Egie. Nach Namenswechseln zu Quartetto Ritmo und schließlich Quartetto Cetra wurde seine Frau Lucia Mannucci (1922–2012), die er 1944 geheiratet hatte, als Ersatz für Enrico De Angelis 1947 Mitglied der Gruppe. Ein weiteres Mitglied war Felice Chiusano (1923–1990). Savona war der Komponist und Arrangeur der Gruppe; Texter war das vierte Mitglied, Tata Giacobetti (1922–1988). Ihre Zusammenarbeit erstreckte sich über vier Jahrzehnte und brachte Hunderte von Liedern hervor.
Daneben schrieb Savona Musik und manchmal Drehbücher für Radio- und Fernsehprogramme, Bühnenshows und Filme. Während der 1970er-Jahre war er als Pianist, Orchesterleiter, Dirigent, Arrangeur und Produzent äußerst aktiv. Schließlich kümmerte er sich um den Erhalt und die Pflege von Volksliedern. Ein eigenes Label, I Dischi dello Zodiaco, hatte er mit Armando Scascia 1969 gegründet. 1991 veröffentlichte er ein autobiografisch geprägtes Buch über das Quartetto Cetra.

## Erfolge mit demQuartetto Cetra
- 1953: Un bacio a mezzanotte
- 1954: Aveva un bavero
- 1956: Musetto